# Joe Louis
Joseph Louis Barrow (13. května 1914, Lafayette, Alabama, USA – 12. dubna 1981, Paradise, Nevada, USA), veřejnosti známý spíše jako Joe Louis se svou přezdívkou „The Brown Bomber“, Hnědý bombarďák, byl americký boxer, který ovládl na dlouhých 11 let špičku boxerského světa. Vytvořil světový rekord v obhajobě mistrovského titulu v těžké váze, 25krát úspěšně obhájil mistrovský pás během 11 let. Během neklidné doby před druhou světovou válkou se stal slavnou a populární osobností, někdy se mluvilo i jako o národním hrdinovi, který byl spolu s dalším sportovcem černé barvy pleti, Jesse Owensem, uznáván po celých Spojených státech amerických.

## Život a kariéra
Joe Louis Barrow se narodil v Chamberském kraji ve státě Alabama, jeho otec Monroe Barrow byl farmářem a jeho matka Lilly Reese byla hospodyní. Ve svých deseti letech začal pracovat pro jednu firmu zabývající se obchodem s ledem, což se v budoucnu projevilo jeho silnou stavbou těla. Již v této době se dospívající Louis začal zajímat o box. Využíval peněz, které mu dávala jeho matka na hodiny houslí, k placení vstupů do místního sportovního centra. Jeho matka tím dvakrát potěšena nebyla, avšak talentovaného Louise podporovala.
Louis měl úspěšnou amatérskou karieru, kterou zakončil vítězstvím a získáním titulu Michiganské zlaté rukavice. Do profesionálního ringu vstoupil v roce 1934, jeho debut 4. července v Chicagu skončil vítězstvím nad Jackem Krackenem v prvním kole k.o. Dalšími jeho protivníky, v témže roce, byli Art Sykes a Stanley Porada. Byl to Louis, kdo vyslovil dva známé citáty: „Umí běhat, ale neumí se krýt“ a „každý má plán dokud ho nepraštím“. Jeho trenérem byl Jack Blackburn. Jeden druhého oslovovali „hej chlápku“.

## Louisova nadvláda
V roce 1935 Louis zápasil celkem třináctkrát, což vzbudilo všeobecný rozruch. Knockoutoval bývalého mistra těžké váhy Primo Carneru a to během šesti kol. Pak Louis porazil během pouhých čtyř kol Maxe Baera, bývalého mistra světa těžké váhy, který nikdy předtím nebyl poražen k.o. To samé „provedl“ s Paollim Uzcudunem, který nebyl dosud knockdownován, natož knockoutován. Rok 1936 započal Louis další výhrou k.o. v prvním kole nad Charliem Retzlaffem. Jeho další zápas se konal v New Yorku, kdy nastoupil proti bývalému mistru světa Maxu Schmelingovi a prohrál.

## Max Schmeling
Schmeling si nyní zasloužil titulový zápas, o který ale následně přišel kvůli svým vazbám na tehdejší nacistické Německo. Tento rok měl Louis další 4 zápasy, které všechny vyhrál. Mezi poraženými byli i bývalí mistři světa Jack Sharkey a Eddie Simms, který se po knock-downu od Louise zeptal rozhodčího, zda se s ním půjde projít po střeše. Rozhodčí následně zápas ukončuje. V roce 1937, po výhře nad Bobem Pastorem, se Louis utkal s bývalým mistrem světa Jamesem J. Braddockem o titul mistra světa v těžké váze. V prvním kole Louis padá na podlahu ringu, avšak ihned vstává a v osmém kole to oplácí Braddockovi, který už nevstal. Po tomto zápase vzkazuje světu, že se nebude cítit pravým vítězem, dokud neporazí jednoho muže, Maxe Schmelinga. Louis měl poté další obhajovací zápasy s Velšanem Tommym Farrem, kterého porazil v 15kolovém zápase, s Nathanem Mannem po k.o. ve třetím kole a s Harrym Thomasem po k.o. v pátém kole. Nový zápas se Schmelingem se konal 22. června 1938. Tento zápas byl medializován na obou stranách Atlantiku a mnoho fanoušků vidělo tento boj jako symbol: Louis reprezentoval americké zájmy a Schmeling,který byl viděn jako nacista bojující za Německo, za bílou nadřazenost. Samotný zápas skončil velice rychle, Louisovým knock-outem Schmelinga v prvním kole. Zápas byl celosvětově oslavován. Jazzový kytarista „Little Bill“ Gaither napsal známou píseň „Champ Joe Louis“ hned druhý den po zápase.

## Druhá světová válka
Od prosince 1940 do dubna 1942, kdy byla jeho kariera přerušena válkou, Louis obhájil svůj titul ještě desetkrát. Frekvence jeho nepřemožitelnosti byla první ve své době od dob moderního boxu. Obával se ho každý vyzyvatel a jeho přesvědčivá vítězství způsobila vytvoření skupiny jeho oponentů pod názvem „Bum of the month“ (Břídil měsíce (volně přeloženo)). Zkrátka, Louis měl 25 obhajovacích zápasů v době od roku 1937 do roku 1949. Byl mistrem světa v těžké váze 11 let a 10 měsíců. Vytvořil rekord v počtu obhajovacích bojů a v délce držení mistrovského titulu. Tento rekord nebyl dosud překonán. Jeho další rekord, který stojí za povšimnutí, je 23 výher k.o. v titulových zápasech.
Další jeho význačné obhajovací zápasy v době, kdy byl Louis na vojně:
- Zápas proti mistru světa lehké těžké váhy Johnu Henry Lewisovi, vyhrál k.o. v prvním kole.
- Zápas proti Tonymu Galentovi, který poslal Louise na zem ve třetím kole, Louis však dokázal vstát, navzdory tvrdě bijícímu Galentovi a v pátém kole ho knock-outovat.
- Poté přišly dva zápasy s Arturem Godoyem z Chile. Oba zápasy vyhrál, druhý k.o. v osmém kole.
- Zápas proti mistru světa lehké těžké váhy Billymu Connovi, který je v historii boxu uznáván jako jedna z největších bitev v profesionálním ringu. Conn byl menší než Louis, jeho strategie spočívala v úderu a ústupu, avšak fanoušci Louise následně říkali, že sice ustupovat uměl, ale s úderem to bylo horší. Po 12. kole Conn vedl na body, jenže ve 13. byl knock-outovám Louisem. Odveta se konala až po příchodu obou borců z války, tu však opět vyhrává Louis k.o. v osmém kole.

- Louis odešel do boxerského důchodu po zápasech s Jersey Joe Walcottem. V prvním zápase ho Walcott dvakrát knock-downoval, Louis i tak vyhrál na body. Odvetu pak Louis vyhrál opět k.o. v 11. kole. Samozřejmě, že Louis byl velkým bojovníkem a dokazoval to už mnoho let, proto se nelze divit, že odchází do zaslouženého ústraní.

Louis byl v letech 1942 až 1945 americkým vojákem v Evropě. Procestoval celou Evropu, jak s bojujícím vojskem tak v boxerských exhibicích. Málo známá věc je, že v roce 1944, během propagační cesty v Liverpoolu, se Louis upsal liverpoolskému fotbalovému klubu jako hráč.
Během těchto let se stal národním mluvčím pro armádu. Po příchodu do civilu a při svých obhajovacích zápasech Louis vypadal pomalejší a jeho nejlepší léta byla už nesmazatelně za ním.
1. dubna 1949 Louis oznámil svůj odchod z ringu.

## Padesátá léta a závěr života
V roce 1950, uštvaný od I.R.S., se rozhodl pro comeback a prohrál během 15 kol na body s mistrem světa Ezzardem Charlesem, který vyhrál volný titul po Louisovi. V té době měl už Louis pár kilo navíc a byl znatelně pomalejší než v dobách jeho největší slávy, proto se rozhodl po tomto zápasu definitivně s boxem „skončit“. Avšak v roce 1951 se ještě postavil do ringu proti budoucí hvězdě Rockymu Marcianovi. Tento poslední jeho zápas skončil prohrou. Poté definitivně odešel do ústraní. Jeho bilance činí 69 vítězství, 3 prohry a neuvěřitelných 55 výher k. o.
V roce 1956 se pokoušel zazářit jako wrestler, ovšem po zranění z boje zanechal i této činnosti. Po několika letech byl natočen film, který popisuje Louisův život. Roli Joe Louise si zahrál Coley Wallace. V té době se stala z Louise i tak populární celebrita.
Před rokem 1981, kdy zemřel, měl zdravotní potíže, ze kterých se již nedokázal dostat. Sice prodělal několik operací srdce, které mu platil jeho přítel Frank Sinatra, ale 12. dubna 1981 Joe Louis zemřel. Ještě před svou smrtí se spřátelil s Maxem Schmelingem. Je pohřben na Arlingtonském národním hřbitově ve Virginii se všemi vojenskými poctami. Pohřeb mu zaplatil Max Schmeling. Jimmy Cannon, sportovní komentátor, napsal o Louisovi: „Joe Louis is a credit to his race – the human race“. (Joe Louis byl přínosem své rase – lidské rase) .